# Marie Levens
Maria Elizabeth (Marie) Levens, née le 13 juillet 1950, est une femme politique surinamienne. Elle est ministre des Affaires étrangères entre 2000 et 2005. 